# Clasificación para la Copa de las Naciones de la OFC 1996
La clasificación para la Copa de las Naciones de la OFC 1996 fue el proceso por el cual se determinaron que equipos disputarían dicho torneo.

## Melanesia
| Equipo             | Pts | PJ | PG | PE | PP | GF | GC | Dif |
| ------------------ | --- | -- | -- | -- | -- | -- | -- | --- |
| Islas Salomón      | 12  | 4  | 4  | 0  | 0  | 10 | 1  | 9   |
| Fiyi               | 9   | 4  | 3  | 0  | 1  | 8  | 4  | 4   |
| Papúa Nueva Guinea | 4   | 4  | 1  | 1  | 2  | 2  | 4  | -2  |
| Nueva Caledonia    | 3   | 4  | 1  | 0  | 3  | 5  | 9  | -4  |
| Vanuatu            | 1   | 4  | 0  | 1  | 3  | 5  | 12 | -7  |

| Fecha              | Lugar         |                    |                               | Resultado |                               |                    |
| ------------------ | ------------- | ------------------ | ----------------------------- | --------- | ----------------------------- | ------------------ |
| 3 de julio de 1994 | Islas Salomón | Papúa Nueva Guinea | Bandera de Papúa Nueva Guinea | 1:0       | Bandera de Nueva Caledonia    | Nueva Caledonia    |
| 4 de julio de 1994 | Islas Salomón | Fiyi               | Bandera de Fiyi               | 3:1       | Bandera de Nueva Caledonia    | Nueva Caledonia    |
| 5 de julio de 1994 | Islas Salomón | Vanuatu            | Bandera de Vanuatu            | 2:3       | Bandera de Nueva Caledonia    | Nueva Caledonia    |
| 5 de julio de 1994 | Islas Salomón | Islas Salomón      | Bandera de Islas Salomón      | 2:0       | Bandera de Papúa Nueva Guinea | Papúa Nueva Guinea |
| 6 de julio de 1994 | Islas Salomón | Islas Salomón      | Bandera de Islas Salomón      | 4:0       | Bandera de Vanuatu            | Vanuatu            |
| 6 de julio de 1994 | Islas Salomón | Papúa Nueva Guinea | Bandera de Papúa Nueva Guinea | 0:1       | Bandera de Fiyi               | Fiyi               |
| 7 de julio de 1994 | Islas Salomón | Vanuatu            | Bandera de Vanuatu            | 1:1       | Bandera de Papúa Nueva Guinea | Papúa Nueva Guinea |
| 7 de julio de 1994 | Islas Salomón | Islas Salomón      | Bandera de Islas Salomón      | 1:0       | Bandera de Fiyi               | Fiyi               |
| 8 de julio de 1994 | Islas Salomón | Vanuatu            | Bandera de Vanuatu            | 2:4       | Bandera de Fiyi               | Fiyi               |
| 8 de julio de 1994 | Islas Salomón | Islas Salomón      | Bandera de Islas Salomón      | 3:1       | Bandera de Nueva Caledonia    | Nueva Caledonia    |

## Polinesia
| Equipo          | Pts | PJ | PG | PE | PP | GF | GC | Dif |
| --------------- | --- | -- | -- | -- | -- | -- | -- | --- |
| Tahití          | 9   | 3  | 3  | 0  | 0  | 10 | 1  | 9   |
| Tonga           | 4   | 3  | 1  | 1  | 1  | 4  | 4  | 0   |
| Samoa           | 4   | 3  | 1  | 1  | 1  | 5  | 10 | -5  |
| Samoa Americana | 0   | 3  | 0  | 0  | 3  | 3  | 7  | -4  |

| Fecha                   | Lugar |        |                               | Resultado |                            |                 |
| ----------------------- | ----- | ------ | ----------------------------- | --------- | -------------------------- | --------------- |
| 24 de noviembre de 1994 | Samoa | Tahití | Bandera de Polinesia Francesa | 1:0       | Bandera de Tonga           | Tonga           |
| 24 de noviembre de 1994 | Samoa | Samoa  | Bandera de Samoa              | 3:1       | Bandera de Samoa Americana | Samoa Americana |
| 25 de noviembre de 1994 | Samoa | Tahití | Bandera de Polinesia Francesa | 2:1       | Bandera de Samoa Americana | Samoa Americana |
| 25 de noviembre de 1994 | Samoa | Samoa  | Bandera de Tonga              | 2:2       | Bandera de Samoa           | Samoa           |
| 28 de noviembre de 1994 | Samoa | Tahití | Bandera de Polinesia Francesa | 7:0       | Bandera de Samoa           | Samoa           |
| 28 de noviembre de 1994 | Samoa | Tonga  | Bandera de Tonga              | 2:1       | Bandera de Samoa Americana | Samoa Americana |

## Clasificados a laCopa de las Naciones de la OFC de 1996
| Australia | Nueva Zelanda | Islas Salomón | Tahití |
| Australia | Nueva Zelanda | Islas Salomón | Tahití |
| --------- | ------------- | ------------- | ------ |

| Predecesor: No hubo | Clasificación para la Copa de las Naciones de la OFC 1996 | Sucesor: Australia 1998 |

- Datos: Q5771592